# Lengyelország az 1972. évi nyári olimpiai játékokon
Lengyelország az NSZK-beli Münchenben megrendezett 1972. évi nyári olimpiai játékok egyik részt vevő nemzete volt. Az országot az olimpián 22 sportágban 290 sportoló képviselte, akik összesen 21 érmet szereztek.

## Érmesek
| Érem  | Versenyző | Sportág       | Versenyszám               |
| ----- | --- | ------------- | ------------------------- |
| Arany | Władysław Komar | Atlétika      | Férfi súlylökés           |
| Arany | Nemzeti válogatott Zygmunt Anczok Lesław Ćmikiewicz Kazimierz Deyna Robert Gadocha Jerzy Gorgoń Zbigniew Gut Andrzej Jarosik Kazimierz Kmiecik Hubert Kostka Jerzy Kraska Grzegorz Lato Włodzimierz Lubański Joachim Marx Zygmunt Maszczyk Marian Ostafiński Marian Szeja Zygfryd Szołtysik Antoni Szymanowski Ryszard Szymczak | Labdarúgás    | Férfi                     |
| Arany | Jan Szczepański | Ökölvívás     | Könnyűsúly                |
| Arany | Józef Zapędzki | Sportlövészet | Gyorstüzelő pisztoly      |
| Arany | Zygmunt Smalcerz | Súlyemelés    | 52 kg                     |
| Arany | Witold Woyda | Vívás         | Férfi tőr, egyéni         |
| Arany | Marek Dąbrowski Arkadiusz Godel Jerzy Kaczmarek Lech Koziejowski Witold Woyda | Vívás         | Férfi tőr, csapat         |
| Ezüst | Antoni Zajkowski | Cselgáncs     | Férfi váltósúly           |
| Ezüst | Irena Szydłowska | Íjászat       | Női egyéni                |
| Ezüst | Edward Barcik Lucjan Lis Stanisław Szozda Ryszard Szurkowski | Kerékpározás  | Férfi csapat időfutam     |
| Ezüst | Wiesław Rudkowski | Ökölvívás     | Nagyváltósúly             |
| Ezüst | Norbert Ozimek | Súlyemelés    | 82,5 kg                   |
| Bronz | Ryszard Katus | Atlétika      | Férfi tízpróba            |
| Bronz | Irena Szewińska | Atlétika      | Női 200 m                 |
| Bronz | Kazimierz Lipień | Birkózás      | Kötöttfogás, 62 kg        |
| Bronz | Czesław Kwieciński | Birkózás      | Kötöttfogás, 90 kg        |
| Bronz | Rafał Piszcz Władysław Szuszkiewicz | Kajak-kenu    | Férfi kajak kettes 1000 m |
| Bronz | Andrzej Bek Benedykt Kocot | Kerékpározás  | Férfi kétüléses tandem    |
| Bronz | Leszek Błażyński | Ökölvívás     | Légsúly                   |
| Bronz | Janusz Gortat | Ökölvívás     | Félnehézsúly              |
| Bronz | Zbigniew Kaczmarek | Súlyemelés    | 67,5 kg                   |

## Atlétika
Férfi
| Versenyző                                                     | Versenyszám     | Előfutam | Előfutam | Előfutam | Negyeddöntő | Negyeddöntő | Negyeddöntő | Elődöntő         | Elődöntő         | Elődöntő         | Döntő         | Döntő         |
| Versenyző                                                     | Versenyszám     | Idő      | Hely.    | Össz.    | Idő         | Hely.       | Össz.       | Idő              | Hely.            | Össz.            | Idő           | Helyezés      |
| ------------------------------------------------------------- | --------------- | -------- | -------- | -------- | ----------- | ----------- | ----------- | ---------------- | ---------------- | ---------------- | ------------- | ------------- |
| Tadeusz Cuch                                                  | 100 m           | 10,89    | 5.       | 62.**    | kiesett     | kiesett     | kiesett     | kiesett          | kiesett          | kiesett          | kiesett       | kiesett       |
| Zenon Nowosz                                                  | 100 m           | 10,36    | 3.       | 6.       | 10,40       | 4.          | 10.*        | 10,42            | 4.               | 7.               | 10,46         | 7.            |
| Stanisław Wagner                                              | 100 m           | 10,62    | 3.       | 34.      | 10,61       | 4.          | 32.         | kiesett          | kiesett          | kiesett          | kiesett       | kiesett       |
| Andrzej Badeński                                              | 400 m           | 46,21    | 1.       | 16.      | 46,19       | 2.          | 16.         | 46,38            | 8.               | 14.              | kiesett       | kiesett       |
| Zbigniew Jaremski                                             | 400 m           | 46,20    | 2.       | 15.      | 46,52       | 3.          | 19.         | nem állt rajthoz | nem állt rajthoz | nem állt rajthoz | kiesett       | kiesett       |
| Jan Werner                                                    | 400 m           | 45,93    | 4.       | 7.       | 46,02       | 3.          | 9.          | 46,26            | 6.               | 12.              | kiesett       | kiesett       |
| Andrzej Kupczyk                                               | 800 m           | 1:48,5   | 2.       | 20.*     |             |             |             | 1:46,69          | 4.               | 4.               | 1:47,10       | 7.            |
| Henryk Szordykowski                                           | 1500 m          | 3:44,2   | 3.       | 32.*     |             |             |             | 3:42,5           | 6.               | 20.              | kiesett       | kiesett       |
| Bronisław Malinowski                                          | 5000 m          | 13:48,2  | 8.       | 26.      |             |             |             |                  |                  |                  | kiesett       | kiesett       |
| Bronisław Malinowski                                          | 3000 m akadály  | 8:28,2   | 2.       | 4.       |             |             |             |                  |                  |                  | 8:27,92       | 4.            |
| Kazimierz Maranda                                             | 3000 m akadály  | 8:50,4   | 10.      | 40.*     |             |             |             |                  |                  |                  | kiesett       | kiesett       |
| Tadeusz Zieliński                                             | 3000 m akadály  | 8:49,8   | 11.      | 39.      |             |             |             |                  |                  |                  | kiesett       | kiesett       |
| Marek Jóźwik                                                  | 110 m gát       | 14,06    | 2.       | 14.      |             |             |             | 14,06            | 5.               | 10.              | kiesett       | kiesett       |
| Leszek Wodzyński                                              | 110 m gát       | 14,03    | 3.       | 12.      |             |             |             | 13,81            | 3.               | 6.               | 13,72         | 6.            |
| Mirosław Wodzyński                                            | 110 m gát       | 14,02    | 4.       | 11.      |             |             |             | 14,63            | 8.               | 16.              | kiesett       | kiesett       |
| Tadeusz Kulczycki                                             | 400 m gát       | 50,19    | 4.       | 11.      |             |             |             | 50,80            | 5.               | 13.              | kiesett       | kiesett       |
| Edward Stawiarz                                               | Maraton         |          |          |          |             |             |             |                  |                  |                  | 2:28:12       | 40.           |
| Jan Ornoch                                                    | 20 km gyaloglás |          |          |          |             |             |             |                  |                  |                  | 1:32:01       | 7.            |
| Jan Ornoch                                                    | 50 km gyaloglás |          |          |          |             |             |             |                  |                  |                  | nem ért célba | nem ért célba |
| Stanisław Wagner Tadeusz Cuch Jerzy Czerbniak Zenon Nowosz    | 4 × 100 m váltó | 39,11    | 1.       | 3.       |             |             |             | 38,90            | 3.               | 3.               | 39,03         | 6.            |
| Jan Werner Jan Balachowski Zbigniew Jaremski Andrzej Badeński | 4 × 400 m váltó | 3:02,52  | 1.       | 3.       |             |             |             |                  |                  |                  | 3:01,05       | 5.            |

| Versenyző             | Versenyszám   | Selejtező | Selejtező | Döntő                    | Döntő                    |
| Versenyző             | Versenyszám   | Eredmény  | Helyezés  | Eredmény                 | Helyezés                 |
| --------------------- | ------------- | --------- | --------- | ------------------------ | ------------------------ |
| Wojciech Buciarski    | Rúdugrás      | 500 cm    | 12.       | 500 cm                   | 10.                      |
| Tadeusz Ślusarski     | Rúdugrás      | 500 cm    | 11.       | érvényes kísérlet nélkül | érvényes kísérlet nélkül |
| Grzegorz Cybulski     | Távolugrás    | 801 cm    | 3.        | 758 cm                   | 12.                      |
| Jerzy Homziuk         | Távolugrás    | 763 cm    | 20.       | kiesett                  | kiesett                  |
| Michał Joachimowski   | Hármasugrás   | 16,43 m   | 6.        | 16,69 m                  | 7.                       |
| Władysław Komar       | Súlylökés     | 20,60 m   | 1.        | 21,18 m                  |                          |
| Stanisław Lubiejewski | Kalapácsvetés | 64,80 m   | 23.       | kiesett                  | kiesett                  |

| Versenyző         | Versenyszám | 100 m | 100 m | Távolugrás | Távolugrás | Súlylökés | Súlylökés | Magasugrás | Magasugrás | 400 m | 400 m | 110 m gát | 110 m gát | Diszkoszvetés | Diszkoszvetés | Rúdugrás         | Rúdugrás         | Gerelyhajítás | Gerelyhajítás | 1500 m        | 1500 m        | Végeredmény   | Végeredmény   |
| Versenyző         | Versenyszám | Idő   | Pont  | Eredmény   | Pont       | Eredmény  | Pont      | Eredmény   | Pont       | Idő   | Pont  | Idő       | Pont      | Eredmény      | Pont          | Eredmény         | Pont             | Eredmény      | Pont          | Idő           | Pont          | Pont          | Helyezés      |
| ----------------- | ----------- | ----- | ----- | ---------- | ---------- | --------- | --------- | ---------- | ---------- | ----- | ----- | --------- | --------- | ------------- | ------------- | ---------------- | ---------------- | ------------- | ------------- | ------------- | ------------- | ------------- | ------------- |
| Tadeusz Janczenko | Tízpróba    | 10,64 | 895   | 728 cm     | 877        | 14,45 m   | 756       | 204 cm     | 891        | 49,06 | 847   | 16,89     | 670       | 45,26 m       | 786           | 450 cm           | 932              | 63,80 m       | 807           | 5:01,5        | 400           | 7861          | 8.            |
| Ryszard Katus     | Tízpróba    | 10,89 | 831   | 709 cm     | 838        | 14,39 m   | 752       | 192 cm     | 788        | 49,11 | 847   | 14,41     | 914       | 43,00 m       | 744           | 450 cm           | 932              | 59,96 m       | 761           | 4:31,9        | 577           | 7984          |               |
| Ryszard Skowronek | Tízpróba    | 10,78 | 859   | 742 cm     | 905        | 14,24 m   | 743       | 198 cm     | 840        | 48,08 | 893   | 15,74     | 773       | 33,66 m       | 555           | nem állt rajthoz | nem állt rajthoz | nem ért célba | nem ért célba | nem ért célba | nem ért célba | nem ért célba | nem ért célba |

Női
| Versenyző                                                                       | Versenyszám     | Előfutam      | Előfutam      | Előfutam      | Negyeddöntő | Negyeddöntő | Negyeddöntő | Elődöntő | Elődöntő | Elődöntő | Döntő   | Döntő    |
| Versenyző                                                                       | Versenyszám     | Idő           | Hely.         | Össz.         | Idő         | Hely.       | Össz.       | Idő      | Hely.    | Össz.    | Idő     | Helyezés |
| ------------------------------------------------------------------------------- | --------------- | ------------- | ------------- | ------------- | ----------- | ----------- | ----------- | -------- | -------- | -------- | ------- | -------- |
| Irena Szewińska                                                                 | 100 m           | 11,33         | 2.            | 5.            | 11,49       | 2.          | 16.         | 11,54    | 6.       | 13.      | kiesett | kiesett  |
| Irena Szewińska                                                                 | 200 m           | 23,37         | 1.            | 3.*           | 22,79       | 1.          | 1.          | 22,92    | 3.       | 4.       | 22,74   |          |
| Krystyna Kacperczyk                                                             | 400 m           | 53,85         | 5.            | 30.           | 54,39       | 8.          | 30.         | kiesett  | kiesett  | kiesett  | kiesett | kiesett  |
| Danuta Piecyk                                                                   | 400 m           | 53,08         | 3.            | 15.           | 52,62       | 5.          | 13.         | kiesett  | kiesett  | kiesett  | kiesett | kiesett  |
| Bożena Zientarska                                                               | 400 m           | 54,20         | 5.            | 34.           | kiesett     | kiesett     | kiesett     | kiesett  | kiesett  | kiesett  | kiesett | kiesett  |
| Elżbieta Skowrońska-Katolik                                                     | 800 m           | 2:03,26       | 4.            | 18.           |             |             |             | kiesett  | kiesett  | kiesett  | kiesett | kiesett  |
| Teresa Nowak                                                                    | 100 m gát       | 13,16         | 3.            | 6.            |             |             |             | 13,10    | 4.       | 6.       | 13,17   | 5.       |
| Grażyna Rabsztyn                                                                | 100 m gát       | 13,29         | 1.            | 9.            |             |             |             | 13,24    | 4.       | 8.       | 13,44   | 8.       |
| Danuta Straszyńska                                                              | 100 m gát       | 13,03         | 2.            | 4.            |             |             |             | 12,91    | 2.       | 3.       | 13,18   | 6.       |
| Helena Fliśnik Barbara Bakulin Urszula Jóźwik Danuta Jędrejek                   | 4 × 100 m váltó | 44,19         | 4.            | 9.            |             |             |             |          |          |          | 44,20   | 8.       |
| Bożena Zientarska Krystyna Kacperczyk Elżbieta Skowrońska-Katolik Danuta Piecyk | 4 × 400 m váltó | nem ért célba | nem ért célba | nem ért célba |             |             |             |          |          |          | kiesett | kiesett  |

| Versenyző         | Versenyszám   | Selejtező | Selejtező | Döntő    | Döntő    |
| Versenyző         | Versenyszám   | Eredmény  | Helyezés  | Eredmény | Helyezés |
| ----------------- | ------------- | --------- | --------- | -------- | -------- |
| Ludwika Chewińska | Súlylökés     | 17,40 m   | 10.       | 18,24 m  | 10.      |
| Krystyna Nadolna  | Diszkoszvetés | 52,52 m   | 15.       | kiesett  | kiesett  |
| Ewa Gryziecka     | Gerelyhajítás | 53,68 m   | 11.       | 57,00 m  | 7.       |
| Daniela Jaworska  | Gerelyhajítás | 52,40 m   | 14.       | kiesett  | kiesett  |

* - egy másik versenyzővel azonos időt ért el

** - két másik versenyzővel azonos időt ért el

## Birkózás
Kötöttfogású
| Versenyző            | Versenyszám | 1. forduló                          | 2. forduló                                   | 3. forduló                           | 4. forduló                             | 5. forduló                             | 6. forduló                   | 7. forduló        | Döntő                                                                                  | Helyezés    |
| Versenyző            | Versenyszám | Ellenfél Eredmény                   | Ellenfél Eredmény                            | Ellenfél Eredmény                    | Ellenfél Eredmény                      | Ellenfél Eredmény                      | Ellenfél Eredmény            | Ellenfél Eredmény | Ellenfél Eredmény                                                                      | Helyezés    |
| -------------------- | ----------- | ----------------------------------- | -------------------------------------------- | ------------------------------------ | -------------------------------------- | -------------------------------------- | ---------------------------- | ----------------- | -------------------------------------------------------------------------------------- | ----------- |
| Bernard Szczepański  | 48 kg       | Lorenzo Calafiore (ITA) · 3-1       | Szotírisz Véndasz (GRE) · kétvállas          | kiesett                              | kiesett                                | kiesett                                |                              |                   | kiesett                                                                                | helyezetlen |
| Jan Michalik         | 52 kg       | Pertti Ukkola (FIN) · 1-3           | erőnyerő                                     | Petar Kirov (BUL) · 3-1              | Miroslav Zeman (TCH) · 1-3             | Giuseppe Bognanni (ITA) · 3-1          |                              |                   | kiesett                                                                                | 4.          |
| Józef Lipień         | 57 kg       | Francesco Scuderi (ITA) · 1-3       | Chimedbazaryn Damdinsharav (MGL) · kétvállas | Rusztam Kazakov (URS) · kétvállas    | Khristo Traykov (BUL) · 3-1            | kiesett                                | kiesett                      | kiesett           | kiesett                                                                                | helyezetlen |
| Kazimierz Lipień     | 62 kg       | Théodule Toulotte (FRA) · kétvállas | Réczi László (HUN) · 1-3                     | Sztéliosz Mijákisz (GRE) · kétvállas | Slavko Koletić (YUG) · 0.5-3.5         | Heinz-Helmut Wehling (GDR) · kétvállas | Fudzsimoto Hideo (JPN) · 1-3 |                   | Hozott eredmény · Heinz-Helmut Wehling (GDR) · kétvállas                               |             |
| Andrzej Supron       | 68 kg       | Simion Popescu (ROU) · kizárták     | Szotíriosz Nákosz (GRE) · kétvállas          | Mohammad Dalirian (IRI) · kétvállas  | Samil Hiszamutgyinov (URS) · kétvállas | kiesett                                | kiesett                      |                   | kiesett                                                                                | helyezetlen |
| Stanisław Krzesiński | 74 kg       | Werner Schröter (FRG) · 2-2         | Date Dzsiicsiró (JPN) · 1-3                  | Jan Karlsson (SWE) · kétvállas       | kiesett                                | kiesett                                |                              |                   | kiesett                                                                                | helyezetlen |
| Adam Ostrowski       | 82 kg       | Jay Robinson (USA) · 1-3            | Ali Yağmur (TUR) · 1-3                       | Hegedűs Csaba (HUN) · kétvállas      | kiesett                                | kiesett                                |                              |                   | kiesett                                                                                | helyezetlen |
| Czesław Kwieciński   | 90 kg       | Lothar Metz (GDR) · 2-2             | Sztojan Nikolov (BUL) · 1-3                  | Josip Čorak (YUG) · 2-2              | erőnyerő                               | Pércsi József (HUN) · kétvállas        |                              |                   | 2. mérkőzés · Valerij Rezancev (URS) · 3-1 · Hozott eredmény · Josip Čorak (YUG) · 2-2 |             |
| Andrzej Skrzydlewski | 100 kg      | Lorenz Hecher (FRG) · 1-3           | Buck Deadrich (USA) · kétvállas              | Kiss Ferenc (HUN) · 3.5-0.5          | Nyikolaj Jakovenko (URS) · kétvállas   | kiesett                                |                              |                   | kiesett                                                                                | helyezetlen |
| Edward Wojda         | +100 kg     | Alekszandar Tomov (BUL) · kétvállas | Victor Dolipschi (ROU) · kétvállas           | kiesett                              | kiesett                                |                                        |                              |                   | kiesett                                                                                | helyezetlen |

Szabadfogású
| Versenyző            | Versenyszám | 1. forduló                          | 2. forduló                          | 3. forduló                                 | 4. forduló                           | 5. forduló                  | 6. forduló        | 7. forduló        | Döntő             | Helyezés    |
| Versenyző            | Versenyszám | Ellenfél Eredmény                   | Ellenfél Eredmény                   | Ellenfél Eredmény                          | Ellenfél Eredmény                    | Ellenfél Eredmény           | Ellenfél Eredmény | Ellenfél Eredmény | Ellenfél Eredmény | Helyezés    |
| -------------------- | ----------- | ----------------------------------- | ----------------------------------- | ------------------------------------------ | ------------------------------------ | --------------------------- | ----------------- | ----------------- | ----------------- | ----------- |
| Andrzej Kudelski     | 52 kg       | Wanelge Castillo (PAN) · kétvállas  | Gordon Bertie (CAN) · 3-1           | Kató Kijomi (JPN) · kétvállas              | kiesett                              | kiesett                     | kiesett           |                   | kiesett           | helyezetlen |
| Zbigniew Żedzicki    | 57 kg       | An Dzsevon (An Jae-Won) (KOR) · 1-3 | Janagida Hideaki (JPN) · 3.5-0.5    | Jeórjiosz Hadziioanídisz (GRE) · kétvállas | Ivan Shavov (BUL) · kétvállas        | kiesett                     | kiesett           | kiesett           | kiesett           | helyezetlen |
| Zdzisław Stolarski   | 62 kg       | Satpal Singh (IND) · 3-1            | Orlando Gonçalves (POR) · kétvállas | Théodule Toulotte (FRA) · 3-1              | kiesett                              | kiesett                     | kiesett           |                   | kiesett           | helyezetlen |
| Włodzimierz Cieślak  | 68 kg       | André Chardonnens (SUI) · 0.5-3.5   | Vada Kikuo (JPN) · 3-1              | Joseph Gilligan (GBR) · kétvállas          | Sztéfanosz Joanídisz (GRE) · 1-3     | Dan Gable (USA) · kétvállas |                   |                   | kiesett           | 7.          |
| Jan Wypiorczyk       | 82 kg       | Lupe Lara (CUB) · kétvállas         | Ghulam Dastagir (AFG) · kétvállas   | John Peterson (USA) · kétvállas            | Peter Neumair (FRG) · 3-1            | kiesett                     | kiesett           |                   | kiesett           | helyezetlen |
| Paweł Kurczewski     | 90 kg       | Ben Peterson (USA) · 3-1            | George Saunders (CAN) · 1-3         | Raúl García (MEX) · 0.5-3.5                | Gennagyij Sztrahov (URS) · kétvállas | kiesett                     | kiesett           |                   | kiesett           | helyezetlen |
| Ryszard Długosz      | 100 kg      | Julio Tamussin (ITA) · 1-3          | Csatári József (HUN) · kétvállas    | erőnyerő                                   | Vasil Todorov (BUL) · 2-2            | kiesett                     |                   |                   | kiesett           | 6.          |
| Stanisław Makowiecki | +100 kg     | Iszogai Jorihide (JPN) · 1-3        | Ştefan Stîngu (ROU) · 2.5-2.5       | Moslem Eskandar-Filabi (IRI) · kétvállas   | kiesett                              | kiesett                     |                   |                   | kiesett           | helyezetlen |

## Cselgáncs
| Versenyző         | Versenyszám  | Csoport | Selejtező         | 1. forduló                   | 2. forduló                            | 3. forduló                 | 4. forduló                | Vigaszág 1. forduló       | Vigaszág 2. forduló | Vigaszág 3. forduló      | Elődöntő                  | Döntő                     | Helyezés    |
| Versenyző         | Versenyszám  | Csoport | Ellenfél Eredmény | Ellenfél Eredmény            | Ellenfél Eredmény                     | Ellenfél Eredmény          | Ellenfél Eredmény         | Ellenfél Eredmény         | Ellenfél Eredmény   | Ellenfél Eredmény        | Ellenfél Eredmény         | Ellenfél Eredmény         | Helyezés    |
| ----------------- | ------------ | ------- | ----------------- | ---------------------------- | ------------------------------------- | -------------------------- | ------------------------- | ------------------------- | ------------------- | ------------------------ | ------------------------- | ------------------------- | ----------- |
| Marian Tałaj      | Könnyűsúly   | B       |                   | Robin Moffitt (AUS) · GY     | Stanko Topolčnik (YUG) · GY           | Héctor Rodríguez (CUB) · V | kiesett                   |                           |                     |                          |                           |                           | 11.         |
| Antoni Zajkowski  | Váltósúly    | B       |                   | Erwin García (NCA) · GY      | Gustavo Brito (PUR) · GY              | Patrick Vial (FRA) · GY    | Nomura Tojokazu (JPN) · V |                           |                     | Hetényi Antal (HUN) · GY | Dietmar Hötger (GDR) · GY | Nomura Tojokazu (JPN) · V |             |
| Adam Adamczyk     | Középsúly    | B       | erőnyerő          | Garrick Littlewood (NZL) · V | kiesett                               | kiesett                    | kiesett                   |                           |                     |                          |                           |                           | 19.         |
| Włodzimierz Lewin | Félnehézsúly | B       |                   | Paddy Murphy (IRL) · GY      | Paul Barth (FRG) · V                  |                            |                           | Helmut Howiller (GDR) · V | kiesett             | kiesett                  | kiesett                   | kiesett                   | 9.          |
| Waldemar Sikorski | Nehézsúly    | A       |                   | erőnyerő                     | Sota Csocsisvili (URS) · visszalépett | kiesett                    | kiesett                   |                           |                     |                          |                           |                           | helyezetlen |

## Evezés
| Versenyző | Versenyszám              | Előfutam | Előfutam | Vigaszág | Vigaszág | Elődöntő | Elődöntő | Döntő | Döntő   | Döntő | Helyezés |
| Versenyző | Versenyszám              | Idő      | Hely.    | Idő      | Hely.    | Idő      | Hely.    | Típus | Idő     | Hely. | Helyezés |
| --- | ------------------------ | -------- | -------- | -------- | -------- | -------- | -------- | ----- | ------- | ----- | -------- |
| Roman Kowalewski Kazimierz Lewandowski | Kétpárevezős             | 7:21,05  | 5.       | 7:08,27  | 2.       | 7:59,52  | 6.       | B     | 7:31,97 | 6.    | 12.      |
| Alfons Ślusarski Jerzy Broniec | Kormányos nélküli kettes | 7:24,16  | 2.       | 7:34,77  | 1.       | 7:42,41  | 1.       | A     | 7:02,74 | 5.    | 5.       |
| Wojciech Repsz Wiesław Długosz Jacek Rylski (kormányos) | Kormányos kettes         | 7:57,23  | 2.       | 8:10,87  | 2.       | 8:20,69  | 3.       | A     | 7:28,92 | 6.    | 6.       |
| Jerzy Ulczyński Marian Siejkowski Krzysztof Marek Jan Młodzikowski Grzegorz Stellak Marian Drażdżewski Ryszard Giło Sławomir Maciejowski Ryszard Kubiak (kormányos) | Nyolcas                  | 6:26,95  | 4.       | 6:16,23  | 3.       | 6:31,10  | 3.       | A     | 6:29,35 | 6.    | 6.       |

## Gyeplabda
| Lengyel férfi gyeplabdacsapat-játékoskeret | Lengyel férfi gyeplabdacsapat-játékoskeret |
| --- | --- |
| - Jerzy Choroba - Aleksander Ciążyński - Bolesław Czaiński - Jerzy Czajka - Henryk Grotowski - Zbigniew Juszczak - Stanisław Kasprzyk - Stanisław Kaźmierczak - Marek Kruś | - Zbigniew Łój - Włodzimierz Matuszyński - Stefan Otulakowski - Ryszard Twardowski - Witold Ziaja - Stefan Wegnerski - Aleksander Wrona - Józef Wybieralski |

### Eredmények
Csoportkör
B csoport
| Csapat               | M | Gy | D | V | G+ | G– | Gk  | P  |
| -------------------- | - | -- | - | - | -- | -- | --- | -- |
| India (IND)          | 7 | 5  | 2 | 0 | 25 | 8  | +17 | 12 |
| Hollandia (NED)      | 7 | 5  | 1 | 1 | 20 | 9  | +11 | 11 |
| Nagy-Britannia (GBR) | 7 | 4  | 1 | 2 | 15 | 10 | +5  | 9  |
| Ausztrália (AUS)     | 7 | 3  | 2 | 2 | 18 | 8  | +10 | 8  |
| Új-Zéland (NZL)      | 7 | 2  | 3 | 2 | 16 | 11 | +5  | 7  |
| Lengyelország (POL)  | 7 | 2  | 2 | 3 | 12 | 12 | 0   | 6  |
| Kenya (KEN)          | 7 | 1  | 1 | 5 | 8  | 17 | –9  | 3  |
| Mexikó (MEX)         | 7 | 0  | 0 | 7 | 1  | 40 | –39 | 0  |

| 1972. augusztus 27. | Kenya (KEN) | 0 – 1   | Lengyelország (POL) |  |
| 1972. augusztus 27. |             | (0 – 1) | Matuszyński         |  |

| 1972. augusztus 28. | Hollandia (NED) | 4 – 2   | Lengyelország (POL)   |  |
| 1972. augusztus 28. | Kruize 4        | (3 – 0) | Kaźmierczak Grotowski |  |

| 1972. augusztus 30. | Lengyelország (POL)         | 3 – 0   | Mexikó (MEX) |  |
| 1972. augusztus 30. | Ziaja Grotowski Otulakowski | (1 – 0) |              |  |

| 1972. augusztus 31. | India (IND)                      | 2 – 2   | Lengyelország (POL) |  |
| 1972. augusztus 31. | Harmik Singh Billimogaputtaswamy | (1 – 0) | Ziaja 2             |  |

| 1972. szeptember 2. | Új-Zéland (NZL) | 3 – 3   | Lengyelország (POL)               |  |
| 1972. szeptember 2. | Dayman 3        | (1 – 2) | Otulakowski Matuszyński Grotowski |  |

| 1972. szeptember 3. | Ausztrália (AUS) | 1 – 0   | Lengyelország (POL) |  |
| 1972. szeptember 3. | Glencross        | (1 – 0) |                     |  |

| 1972. szeptember 4. | Nagy-Britannia (GBR) | 2 – 1   | Lengyelország (POL) |  |
| 1972. szeptember 4. | Langhorne Gregg      | (1 – 1) | Grotowski           |  |

A 11. helyért
| 1972. szeptember 8. | Franciaország (FRA)          | 4 – 4 (h. u.)  | Lengyelország (POL)                     |  |
| 1972. szeptember 8. | Burtschell Coutou Pous Grain | (2 – 1, 4 – 4) | Wybieralski Wrona Grotowski Otulakowski |  |
| 1972. szeptember 8. | Büntetőpárbaj:               |                |                                         |  |
| 1972. szeptember 8. |                              | 0 – 3          | Otulakowski Grotowski Kasprzyk          |  |

| Csapat              | Helyezés |
| ------------------- | -------- |
| Lengyelország (POL) | 11.      |

## Íjászat
| Versenyző               | Versenyszám  | 1. forduló | 1. forduló | 2. forduló | 2. forduló | Összesítés | Összesítés |
| Versenyző               | Versenyszám  | Pont       | Hely.      | Pont       | Hely.      | Pont       | Helyezés   |
| ----------------------- | ------------ | ---------- | ---------- | ---------- | ---------- | ---------- | ---------- |
| Tomasz Leżański         | Férfi egyéni | 1128       | 41.        | 1109       | 48.        | 2237       | 46.        |
| Maria Mączyńska         | Női egyéni   | 1173       | 12.        | 1198       | 5.         | 2371       | 6.         |
| Jadwiga Szosler-Wilejto | Női egyéni   | 1165       | 14.        | 1132       | 22.        | 2297       | 18.        |
| Irena Szydłowska        | Női egyéni   | 1224       | 1.         | 1183       | 9.         | 2407       |            |

## Kajak-kenu

### Síkvízi
Férfi
| Versenyző                                                                  | Versenyszám         | Előfutam | Előfutam | Előfutam | Vigaszág | Vigaszág | Vigaszág | Elődöntő | Elődöntő | Elődöntő | Döntő   | Döntő    |
| Versenyző                                                                  | Versenyszám         | Idő      | Hely.    | Össz.    | Idő      | Hely.    | Össz.    | Idő      | Hely.    | Össz.    | Idő     | Helyezés |
| -------------------------------------------------------------------------- | ------------------- | -------- | -------- | -------- | -------- | -------- | -------- | -------- | -------- | -------- | ------- | -------- |
| Grzegorz Śledziewski                                                       | Kajak egyes 1000 m  | 4:03,40  | 3.       | 6.       | erőnyerő | erőnyerő | erőnyerő | 3:55,45  | 2.       | 8.       | 3:53,22 | 8.       |
| Władysław Szuszkiewicz Rafał Piszcz                                        | Kajak kettes 1000 m | 3:48,13  | 2.       | 10.      | erőnyerő | erőnyerő | erőnyerő | 3:34,50  | 2.       | 5.       | 3:33,83 |          |
| Zbigniew Niewiadomski Jerzy Dziadkowiec Zdzisław Tomyślak Andrzej Matysiak | Kajak négyes 1000 m | 3:24,59  | 2.       | 10.      | erőnyerő | erőnyerő | erőnyerő | 3:12,46  | 4.       | 13.      | kiesett | kiesett  |
| Jerzy Opara                                                                | Kenu egyes 1000 m   | 4:32,39  | 3.       | 4.       | erőnyerő | erőnyerő | erőnyerő |          |          |          | 4:21,05 | 9.       |
| Jan Żukowski Andrzej Gronowicz                                             | Kenu kettes 1000 m  | 4:27,97  | 5.       | 11.      | 4:05,42  | 3.       | 7.       | 4:01,40  | 4.       | 11.      | kiesett | kiesett  |

Női
| Versenyző                                              | Versenyszám        | Előfutam | Előfutam | Előfutam | Vigaszág | Vigaszág | Vigaszág | Elődöntő | Elődöntő | Elődöntő | Döntő   | Döntő    |
| Versenyző                                              | Versenyszám        | Idő      | Hely.    | Össz.    | Idő      | Hely.    | Össz.    | Idő      | Hely.    | Össz.    | Idő     | Helyezés |
| ------------------------------------------------------ | ------------------ | -------- | -------- | -------- | -------- | -------- | -------- | -------- | -------- | -------- | ------- | -------- |
| Stanisława Szydłowska                                  | Kajak egyes 500 m  | 2:14,75  | 5.       | 8.       | 2:10,04  | 2.       | 4.       | 2:08,89  | 4.       | 8.       | kiesett | kiesett  |
| Izabella Antonowicz-Szuszkiewicz Ewa Grajkowska-Stańko | Kajak kettes 500 m | 2:04,30  | 4.       | 7.       | 1:55,05  | 1.       | 1.       |          |          |          | 1:57,45 | 6.       |

### Szlalom
Férfi
| Versenyző                      | Versenyszám | Döntő         | Döntő         | Döntő    | Döntő    | Döntő         | Helyezés |
| Versenyző                      | Versenyszám | 1. futam      | 1. futam      | 2. futam | 2. futam | Jobb eredmény | Helyezés |
| Versenyző                      | Versenyszám | Pont          | Hely.         | Pont     | Hely.    | Pont          | Helyezés |
| ------------------------------ | ----------- | ------------- | ------------- | -------- | -------- | ------------- | -------- |
| Wojciech Gawroński             | Kajak egyes | 343,10        | 14.           | 355,11   | 19.      | 343,10        | 23.      |
| Jerzy Stanuch                  | Kajak egyes | 317,09        | 8.            | 480,52   | 34.      | 317,09        | 14.      |
| Jan Frączek Ryszard Seruga     | Kenu kettes | 366,21        | 5.            | 386,78   | 4.       | 366,21        | 5.       |
| Jerzy Jeż Wojciech Kudlik      | Kenu kettes | nem ért célba | nem ért célba | 416,10   | 8.       | 416,10        | 13.      |
| Maciej Rychta Zbigniew Leśniak | Kenu kettes | 459,64        | 12.           | 455,70   | 12.      | 455,70        | 17.      |

Női
| Versenyző                  | Versenyszám | Döntő    | Döntő    | Döntő    | Döntő    | Döntő         | Helyezés |
| Versenyző                  | Versenyszám | 1. futam | 1. futam | 2. futam | 2. futam | Jobb eredmény | Helyezés |
| Versenyző                  | Versenyszám | Pont     | Hely.    | Pont     | Hely.    | Pont          | Helyezés |
| -------------------------- | ----------- | -------- | -------- | -------- | -------- | ------------- | -------- |
| Maria Ćwiertniewicz        | Kajak egyes | 450,64   | 3.       | 432,30   | 3.       | 432,30        | 4.       |
| Kunegunda Godawska-Olchawa | Kajak egyes | 473,26   | 5.       | 441,05   | 4.       | 441,05        | 5.       |

## Kerékpározás

### Országúti kerékpározás
| Versenyző                                                    | Versenyszám     | Idő             | Helyezés      |
| ------------------------------------------------------------ | --------------- | --------------- | ------------- |
| Lucjan Lis                                                   | Mezőnyverseny   | 4:17:09 (+2:32) | 36.           |
| Jan Smyrak                                                   | Mezőnyverseny   | nem ért célba   | nem ért célba |
| Stanisław Szozda                                             | Mezőnyverseny   | 4:20:41 (+6:04) | 76.           |
| Ryszard Szurkowski                                           | Mezőnyverseny   | 4:17:09 (+2:32) | 31.           |
| Edward Barcik Lucjan Lis Stanisław Szozda Ryszard Szurkowski | Csapat időfutam | 2:11:47 (+0:30) |               |

### Pálya-kerékpározás
Sprintverseny
| Versenyző      | Versenyszám  | 1. forduló                                         | 1. forduló | Vigaszág                      | Vigaszág | 2. forduló                                                 | 2. forduló | Vigaszág                      | Vigaszág | Nyolcaddöntő                                     | Nyolcaddöntő | Vigaszág selejtező                                   | Vigaszág selejtező | Vigaszág döntő       | Vigaszág döntő | Negyeddöntő          | Elődöntő             | Döntő                | Helyezés    |
| Versenyző      | Versenyszám  | Ellenfelek Győztes idő                             | Hely.      | Ellenfél Győztes idő          | Hely.    | Ellenfelek Győztes idő                                     | Hely.      | Ellenfél Győztes idő          | Hely.    | Ellenfelek Győztes idő                           | Hely.        | Ellenfelek Győztes idő                               | Hely.              | Ellenfél Győztes idő | Hely.          | Ellenfél Győztes idő | Ellenfél Győztes idő | Ellenfél Győztes idő | Helyezés    |
| -------------- | ------------ | -------------------------------------------------- | ---------- | ----------------------------- | -------- | ---------------------------------------------------------- | ---------- | ----------------------------- | -------- | ------------------------------------------------ | ------------ | ---------------------------------------------------- | ------------------ | -------------------- | -------------- | -------------------- | -------------------- | -------------------- | ----------- |
| Andrzej Bek    | Férfi egyéni | Omar Phakadze (URS) · Honson Chin (JAM) · 11,64    | 2.         | Arturo Cambroni (MEX) · 11,86 | 1.       | Vladimír Vačkář (TCH) · Ezio Cardi (ITA) · 11,83           | 3.         | Dieter Berkmann (FRG) · 11,87 | 1.       | Klaas Balk (NED) · Serhiy Kravtsov (URS) · 11,48 | 2.           | Vladimír Vačkář (TCH) · Peder Pedersen (DEN) · 11,46 | 3.                 | kiesett              | kiesett        | kiesett              | kiesett              | kiesett              | helyezetlen |
| Benedykt Kocot | Férfi egyéni | Geoffrey Cooke (GBR) · Manu Snellinx (BEL) · 11,44 | 1.         |                               |          | Hans-Jürgen Geschke (GDR) · Ernest Crutchlow (GBR) · 11,53 | 2.         | Klaas Balk (NED) · 11,68      | 2.       | kiesett                                          | kiesett      | kiesett                                              | kiesett            | kiesett              | kiesett        | kiesett              | kiesett              | kiesett              | helyezetlen |

Időfutam
| Versenyző          | Versenyszám  | Idő     | Helyezés |
| ------------------ | ------------ | ------- | -------- |
| Janusz Kierzkowski | Férfi egyéni | 1:07,22 | 5.       |

Tandem
| Versenyző                  | Versenyszám     | 1. forduló                                               | Vigaszág selejtező     | Vigaszág selejtező | Vigaszág döntő         | Vigaszág döntő | Negyeddöntő                                              | Elődöntő                                                     | Döntő                                                                                | Helyezés |
| Versenyző                  | Versenyszám     | Ellenfél Győztes idő                                     | Ellenfelek Győztes idő | Hely.              | Ellenfelek Győztes idő | Hely.          | Ellenfél Győztes idő                                     | Ellenfél Győztes idő                                         | Ellenfél Győztes idő                                                                 | Helyezés |
| -------------------------- | --------------- | -------------------------------------------------------- | ---------------------- | ------------------ | ---------------------- | -------------- | -------------------------------------------------------- | ------------------------------------------------------------ | ------------------------------------------------------------------------------------ | -------- |
| Andrzej Bek Benedykt Kocot | Férfi kétüléses | Olaszország (ITA) · Giorgio Rossi · Dino Verzini · 10,56 |                        |                    |                        |                | NSZK (FRG) · Jürgen Barth · Rainer Müller · 10,57, 10,46 | NDK (GDR) · Hans-Jürgen Geschke · Werner Otto · 10,54, 10,91 | Bronzmérkőzés · Franciaország (FRA) · Daniel Morelon · Pierre Trentin · 10,76, 10,67 |          |

Üldözőversenyek
| Versenyző                                                                                 | Versenyszám  | Selejtező | Selejtező | Negyeddöntő                                                                                             | Negyeddöntő | Negyeddöntő | Elődöntő                                                                                 | Elődöntő  | Elődöntő | Döntő | Döntő     | Helyezés |
| Versenyző                                                                                 | Versenyszám  | Idő       | Hely.     | Ellenfél Idő                                                                                            | Saját idő   | Hely.       | Ellenfél Idő                                                                             | Saját idő | Hely.    | Ellenfél Idő                                                                                                  | Saját idő | Helyezés |
| ----------------------------------------------------------------------------------------- | ------------ | --------- | --------- | --- | ----------- | ----------- | ---------------------------------------------------------------------------------------- | --------- | -------- | --- | --------- | -------- |
| Mieczysław Nowicki                                                                        | Férfi egyéni | 5:02,28   | 14.       | kiesett                                                                                                 | kiesett     | kiesett     | kiesett                                                                                  | kiesett   | kiesett  | kiesett | kiesett   | 14.      |
| Jerzy Głowacki Paweł Kaczorowski Janusz Kierzkowski Bernard Kręczyński Mieczysław Nowicki | Férfi csapat | 4:29,00   | 6.        | Szovjetunió (URS) · Viktor Bykov · Aleksandr Yudin · Vlagyimir Kuznyecov · Anatoly Stepanenko · 4:26,75 | 4:25,72     | 4.          | NDK (GDR) · Thomas Huschke · Heinz Richter · Herbert Richter · Uwe Unterwalder · 4:23,14 | 4:26,39   | 3.       | Bronzmérkőzés · Nagy-Britannia (GBR) · Michael Bennett · Ian Hallam · Ronald Keeble · William Moore · 4:23,78 | 4:26,06   | 4.       |

## Kézilabda
| Lengyel férfi kézilabdacsapat-játékoskeret                                                                                             | Lengyel férfi kézilabdacsapat-játékoskeret                                                                                               |
| --- | --- |
| - Zdzisław Antczak - Zbigniew Dybol - Franciszek Gąsior - Jan Gmyrek - Bogdan Kowalczyk - Zygfryd Kuchta - Andrzej Lech - Jerzy Melcer | - Helmut Pniociński - Henryk Rozmiarek - Andrzej Sokołowski - Engelbert Szolc - Andrzej Szymczak - Robert Zawada - Włodzimierz Wachowicz |

### Eredmények
Csoportkör
A csoport
| Csapat              | M | Gy | D | V | G+ | G– | Gk | P |
| ------------------- | - | -- | - | - | -- | -- | -- | - |
| Svédország (SWE)    | 3 | 1  | 2 | 0 | 40 | 34 | +6 | 4 |
| Szovjetunió (URS)   | 3 | 1  | 2 | 0 | 40 | 34 | +6 | 4 |
| Lengyelország (POL) | 3 | 1  | 1 | 1 | 35 | 38 | –3 | 3 |
| Dánia (DEN)         | 3 | 0  | 1 | 2 | 30 | 39 | –9 | 1 |

| 1972. augusztus 30. | Svédország (SWE) | 13 – 13 | Lengyelország (POL) |  |
| 1972. augusztus 30. | L. Eriksson 7    | (5–7)   | Dybol 6             |  |
| 1972. augusztus 30. |                  |         |                     |  |

| 1972. szeptember 1. | Dánia (DEN) | 8 – 11 | Lengyelország (POL) |  |
| 1972. szeptember 1. | Hansen 4    | (4–6)  | Melcer 5            |  |
| 1972. szeptember 1. |             |        |                     |  |

| 1972. szeptember 3. | Szovjetunió (URS) | 17 – 11 | Lengyelország (POL) |  |
| 1972. szeptember 3. | Iljin 5           | (9–4)   | Melcer 4            |  |
| 1972. szeptember 3. |                   |         |                     |  |

A 9–12. helyért
| 1972. szeptember 7. | Lengyelország (POL) | 20 – 17 | Izland (ISL) |  |
| 1972. szeptember 7. | Antczak 5           | (10–7)  | Magnússon 6  |  |
| 1972. szeptember 7. |                     |         |              |  |

A 9. helyért
| 1972. szeptember 9. | Lengyelország (POL) | 20 – 23 | Norvégia (NOR) |  |
| 1972. szeptember 9. | Melcer 6            | (10–10) | T. Hansen 10   |  |
| 1972. szeptember 9. |                     |         |                |  |

| Csapat              | Helyezés |
| ------------------- | -------- |
| Lengyelország (POL) | 10.      |

## Kosárlabda
| Lengyel férfi kosárlabdacsapat-játékoskeret                                                                    | Lengyel férfi kosárlabdacsapat-játékoskeret                                                                        |
| --- | --- |
| - Ryszard Białowąs - Janusz Cegliński - Jan Dolczewski - Eugeniusz Durejko - Andrzej Kasprzak - Grzegorz Korcz | - Waldemar Kozak - Piotr Langosz - Mieczysław Łopatka - Franciszek Niemiec - Andrzej Pasiorowski - Andrzej Seweryn |

### Eredmények
Csoportkör
B csoport
| Csapat               | M | Gy | V | P+  | P–  | Pk   |
| -------------------- | - | -- | - | --- | --- | ---- |
| Szovjetunió (URS)    | 7 | 7  | 0 | 639 | 479 | +160 |
| Olaszország (ITA)    | 7 | 5  | 2 | 547 | 471 | +76  |
| Jugoszlávia (YUG)    | 7 | 5  | 2 | 582 | 484 | +98  |
| Puerto Rico (PUR)    | 7 | 5  | 2 | 570 | 531 | +39  |
| NSZK (FRG)           | 7 | 3  | 4 | 482 | 518 | –36  |
| Lengyelország (POL)  | 7 | 2  | 5 | 520 | 536 | –16  |
| Fülöp-szigetek (PHI) | 7 | 1  | 6 | 526 | 666 | –140 |
| Szenegál (SEN)       | 7 | 0  | 7 | 405 | 586 | –181 |

| 1972. augusztus 27. 9:00 | Lengyelország (POL) | 90 – 75 | Fülöp-szigetek (PHI) |  |
| 1972. augusztus 27. 9:00 | (33–46)             |         |                      |  |

| 1972. augusztus 28. 18:30 | Lengyelország (POL) | 64 – 85 | Jugoszlávia (YUG) |  |
| 1972. augusztus 28. 18:30 | (28–36)             |         |                   |  |

| 1972. augusztus 29. 9:00 | Szenegál (SEN) | 59 – 95 | Lengyelország (POL) |  |
| 1972. augusztus 29. 9:00 | (25–49)        |         |                     |  |

| 1972. augusztus 30. 9:00 | Szovjetunió (URS) | 94 – 64 | Lengyelország (POL) |  |
| 1972. augusztus 30. 9:00 | (50–23)           |         |                     |  |

| 1972. szeptember 1. 18:30 | Olaszország (ITA) | 71 – 59 | Lengyelország (POL) |  |
| 1972. szeptember 1. 18:30 | (37–31)           |         |                     |  |

| 1972. szeptember 2. 14:30 | NSZK (FRG) | 67 – 65 | Lengyelország (POL) |  |
| 1972. szeptember 2. 14:30 | (40–37)    |         |                     |  |

| 1972. szeptember 3. 14:30 | Lengyelország (POL) | 83 – 85 | Puerto Rico (PUR) |  |
| 1972. szeptember 3. 14:30 | (47–54)             |         |                   |  |

A 9–12. helyért
| 1972. szeptember 6. 20:00 | Spanyolország (ESP) | 76 – 87 | Lengyelország (POL) |  |
| 1972. szeptember 6. 20:00 | (33–38)             |         |                     |  |

A 9. helyért
| 1972. szeptember 9. 16:00 | Ausztrália (AUS) | 91 – 83 | Lengyelország (POL) |  |
| 1972. szeptember 9. 16:00 | (41–42)          |         |                     |  |

| Csapat              | Helyezés |
| ------------------- | -------- |
| Lengyelország (POL) | 10.      |

## Labdarúgás
| Lengyel labdarúgócsapat-játékoskeret | Lengyel labdarúgócsapat-játékoskeret |
| --- | --- |
| - Zygmunt Anczok - Lesław Ćmikiewicz - Kazimierz Deyna - Robert Gadocha - Jerzy Gorgoń - Zbigniew Gut - Kazimierz Kmiecik - Hubert Kostka - Jerzy Kraska - Grzegorz Lato | - Włodzimierz Lubański - Joachim Marx - Zygmunt Maszczyk - Marian Ostafiński - Zygfryd Szołtysik - Antoni Szymanowski - Ryszard Szymczak - Andrzej Jarosik* - Marian Szeja* |

* - nem játszott csak nevezve volt

### Eredmények
Csoportkör
D csoport
| Csapat        | M | Gy | D | V | G+ | G– | Gk  | P |
| ------------- | - | -- | - | - | -- | -- | --- | - |
| Lengyelország | 3 | 3  | 0 | 0 | 11 | 2  | +9  | 6 |
| NDK           | 3 | 2  | 0 | 1 | 11 | 3  | +8  | 4 |
| Kolumbia      | 3 | 1  | 0 | 2 | 5  | 12 | –7  | 2 |
| Ghána         | 3 | 0  | 0 | 3 | 1  | 11 | –10 | 0 |

| 1972. augusztus 28. 12:00 |

| Lengyelország (POL)               | 5–1               | Kolumbia  |
| --------------------------------- | ----------------- | --------- |
| Deyna 16' 32' Gadocha 42' 49' 72' | (3–0) Jegyzőkönyv | Morón 63' |

| Ingolstadt Nézőszám: 4 000 Játékvezető: Ahmed Salih Gindil (szudáni) |

| 1972. augusztus 30. 12:00 |

| Lengyelország (POL)                    | 4–0               | Ghána |
| -------------------------------------- | ----------------- | ----- |
| Lubański 40' Gadocha 59' 89' Deyna 86' | (1–0) Jegyzőkönyv |       |

| Regensburg Nézőszám: 2 200 Játékvezető: Kan-Chee Lee (hongkongi) |

| 1972. szeptember 1. 12:00 |

| Lengyelország (POL) | 2–1               | NDK         |
| ------------------- | ----------------- | ----------- |
| Gorgoń 6' 63'       | (1–1) Jegyzőkönyv | Streich 45' |

| Nürnberg Nézőszám: 10 000 Játékvezető: Werner Winsemann (kanadai) |

Középdöntő
2. csoport
| Csapat        | M | Gy | D | V | G+ | G– | Gk  | P |
| ------------- | - | -- | - | - | -- | -- | --- | - |
| Lengyelország | 3 | 2  | 1 | 0 | 8  | 2  | +6  | 5 |
| Szovjetunió   | 3 | 2  | 0 | 1 | 8  | 2  | +6  | 4 |
| Dánia         | 3 | 1  | 1 | 1 | 4  | 6  | –2  | 3 |
| Marokkó       | 3 | 0  | 0 | 3 | 1  | 11 | –10 | 0 |

| 1972. szeptember 3. 12:00 |

| Dánia (DEN)      | 1–1               | Lengyelország |
| ---------------- | ----------------- | ------------- |
| Heino Hansen 27' | (1–1) Jegyzőkönyv | Deyna 36'     |

| Regensburg Nézőszám: 4 000 Játékvezető: Abd el-Káder Aújszi (algériai) |

| 1972. szeptember 5. 12:00 |

| Szovjetunió (URS) | 1–2               | Lengyelország                      |
| ----------------- | ----------------- | ---------------------------------- |
| Blohin 28'        | (1–0) Jegyzőkönyv | Deyna 79' (11-esből) Szołtysik 87' |

| Rosenaustadion, Augsburg Nézőszám: 5 000 Játékvezető: Henry Oberg (norvég) |

| 1972. szeptember 8. 12:00 |

| Lengyelország (POL)                                          | 5–0               | Marokkó |
| ------------------------------------------------------------ | ----------------- | ------- |
| Kmiecik 3' Lubański 10' Deyna 45' (11-esből) 63' Gadocha 53' | (3–0) Jegyzőkönyv |         |

| Nürnberg Nézőszám: 500 Játékvezető: Francesco Francescon (olasz) |

Döntő
| 1972. szeptember 10. |

| Lengyelország (POL) | 2–1               | Magyarország |
| ------------------- | ----------------- | ------------ |
| Deyna 47' 68'       | (0–1) Jegyzőkönyv | Váradi 42'   |

| Olimpiai Stadion, München Nézőszám: 80 000 Játékvezető: Kurt Tschenscher (nyugat-német) |

| Csapat              | Helyezés |
| ------------------- | -------- |
| Lengyelország (POL) |          |

## Lovaglás
Díjugratás
| Versenyző                                                     | Ló                            | Versenyszám | 1. forduló   | 1. forduló   | 2. forduló    | 2. forduló    | Összesen | Összesen |
| Versenyző                                                     | Ló                            | Versenyszám | Pont         | Hely.        | Pont          | Hely.         | Pont     | Helyezés |
| ------------------------------------------------------------- | ----------------------------- | ----------- | ------------ | ------------ | ------------- | ------------- | -------- | -------- |
| Stefan Grodzicki                                              | Biszka                        | Egyéni      | 8,00         | 13.          | nem ért célba | nem ért célba | 8,00     | 17.      |
| Marian Kozicki                                                | Bronz                         | Egyéni      | 8,50         | 21.          | kiesett       | kiesett       | 8,50     | 21.      |
| Jan Kowalczyk                                                 | Chandzar                      | Egyéni      | visszalépett | visszalépett | kiesett       | kiesett       | kiesett  | kiesett  |
| Stefan Grodzicki Marian Kozicki Jan Kowalczyk Piotr Wawryniuk | Biszka Bronz Jastarnia Poprad | Csapat      | 107,25       | 12.          | kiesett       | kiesett       | 107,25   | 12.      |

Lovastusa
| Versenyző                                                          | Ló                        | Versenyszám | Díjlovaglás | Díjlovaglás | Tereplovaglás | Tereplovaglás | Díjugratás | Díjugratás | Végeredmény | Végeredmény |
| Versenyző                                                          | Ló                        | Versenyszám | Bünt.       | Hely.       | Bünt.         | Hely.         | Bünt.      | Hely.      | Bünt.       | Helyezés    |
| ------------------------------------------------------------------ | ------------------------- | ----------- | ----------- | ----------- | ------------- | ------------- | ---------- | ---------- | ----------- | ----------- |
| Marek Małecki                                                      | Signor                    | Egyéni      | -57,00      | 30.         | -32,00        | 31.           | -20,00     | 28.        | -109,00     | 31.         |
| Wojciech Mickunas                                                  | Tenor                     | Egyéni      | -64,67      | 49.         | nem ért célba | nem ért célba | kiesett    | kiesett    | kiesett     | kiesett     |
| Jan Skoczylas                                                      | Wandal                    | Egyéni      | -45,33      | 13.         | -86,80        | 36.           | -10,00     | 16.        | -142,13     | 36.         |
| Jacek Wierzchowiecki                                               | Gniew                     | Egyéni      | -39,67      | 7.          | 29,20         | 18.           | -20,00     | 28.        | -30,47      | 18.         |
| Marek Małecki Wojciech Mickunas Jan Skoczylas Jacek Wierzchowiecki | Signor Tenor Wandal Gniew | Csapat      | -142,00     | 5.          | 34,80         | 13.           | -50,00     | 10.        | -281,60     | 10.         |

## Műugrás
Férfi
| Versenyző    | Versenyszám        | Selejtező | Selejtező | Döntő   | Döntő    |
| Versenyző    | Versenyszám        | Pont      | Helyezés  | Pont    | Helyezés |
| ------------ | ------------------ | --------- | --------- | ------- | -------- |
| Jakub Puchow | Egyéni toronyugrás | 281,34    | 17.       | kiesett | kiesett  |

Női
| Versenyző         | Versenyszám        | Selejtező | Selejtező | Döntő   | Döntő    |
| Versenyző         | Versenyszám        | Pont      | Helyezés  | Pont    | Helyezés |
| ----------------- | ------------------ | --------- | --------- | ------- | -------- |
| Regina Krajnow    | Egyéni műugrás     | 248,91    | 18.       | kiesett | kiesett  |
| Regina Krajnow    | Egyéni toronyugrás | 179,79    | 17.       | kiesett | kiesett  |
| Elżbieta Wierniuk | Egyéni toronyugrás | 188,10    | 10.       | 310,08  | 11.      |
| Elżbieta Wierniuk | Egyéni műugrás     | 277,32    | 6.        | 408,36  | 8.       |

## Ökölvívás
| Versenyző               | Versenyszám   | Selejtező                         | 32-es főtábla                       | Nyolcaddöntő                  | Negyeddöntő                            | Elődöntő                           | Döntő                       | Helyezés |
| Versenyző               | Versenyszám   | Ellenfél Eredmény                 | Ellenfél Eredmény                   | Ellenfél Eredmény             | Ellenfél Eredmény                      | Ellenfél Eredmény                  | Ellenfél Eredmény           | Helyezés |
| ----------------------- | ------------- | --------------------------------- | ----------------------------------- | ----------------------------- | -------------------------------------- | ---------------------------------- | --------------------------- | -------- |
| Roman Rożek             | Papírsúly     |                                   | I Szogun (Lee Seog-Un) (KOR) · 0-5  | kiesett                       | kiesett                                | kiesett                            | kiesett                     | 17.      |
| Leszek Błażyński        | Légsúly       | erőnyerő                          | Chander Narayanan (IND) · 3-2       | Arturo Delgado (MEX) · 5-0    | Ju Dzsongman (Yu Jong-Man) (KOR) · 3-2 | Georgi Kosztadinov (BUL) · 0-5     | kiesett                     |          |
| Józef Reszpondek        | Harmatsúly    | Aldo Cosentino (FRA) · 0-5        | kiesett                             | kiesett                       | kiesett                                | kiesett                            | kiesett                     | 33.      |
| Ryszard Tomczyk         | Pehelysúly    | Juan Francisco García (MEX) · 4-1 | Ruedi Vogel (SUI) · KO              | Borisz Kuznyecov (URS) · 0-5  | kiesett                                | kiesett                            | kiesett                     | 9.       |
| Jan Szczepański         | Könnyűsúly    | erőnyerő                          | Kasamiro Kashri Marchlo (SUD) · 5-0 | James Busceme (USA) · 5-0     | Charles Nash (IRL) · RSC               | Samuel Mbugua (KEN) · visszalépett | Orbán László (HUN) · 5-0    |          |
| Krzysztof Pierwieniecki | Kisváltósúly  |                                   | Walter Gómez (ARG) · 0-5            | kiesett                       | kiesett                                | kiesett                            | kiesett                     | 17.      |
| Alfons Stawski          | Váltósúly     | erőnyerő                          | Richard Murunga (KEN) · 1-4         | kiesett                       | kiesett                                | kiesett                            | kiesett                     | 17.      |
| Wiesław Rudkowski       | Nagyváltósúly | erőnyerő                          | Antonio Castellini (ITA) · 5-0      | Nayden Stanchev (BUL) · 5-0   | Rolando Garbey (CUB) · 4-1             | Peter Tiepold (GDR) · 4-1          | Dieter Kottysch (FRG) · 2-3 |          |
| Witold Stachurski       | Középsúly     |                                   | erőnyerő                            | Peter Dula (KEN) · 4-1        | Reima Virtanen (FIN) · RSC             | kiesett                            | kiesett                     | 5.       |
| Janusz Gortat           | Félnehézsúly  |                                   | Jaroslav Král (TCH) · 5-0           | Raymond Russell (USA) · 3-2   | Rudi Hornig (FRG) · RSC                | Mate Parlov (YUG) · 0-5            | kiesett                     |          |
| Ludwik Denderys         | Nehézsúly     |                                   |                                     | Teófilo Stevenson (CUB) · RSC | kiesett                                | kiesett                            | kiesett                     | 9.       |

## Öttusa
| Versenyző                                          | Versenyszám | Lovaglás | Lovaglás | Lovaglás | Vívás    | Vívás | Vívás | Lövészet | Lövészet | Lövészet | Úszás  | Úszás | Úszás | Futás   | Futás | Futás | Összesen    | Összesen |
| Versenyző                                          | Versenyszám | Idő      | Pont     | Hely.    | Eredmény | Pont  | Hely. | Pontszám | Pont     | Hely.    | Idő    | Pont  | Hely. | Idő     | Pont  | Hely. | Összes pont | Helyezés |
| -------------------------------------------------- | ----------- | -------- | -------- | -------- | -------- | ----- | ----- | -------- | -------- | -------- | ------ | ----- | ----- | ------- | ----- | ----- | ----------- | -------- |
| Janusz Pyciak-Peciak                               | Egyéni      | 2:16,2   | 1070     | 11.      | 36–22    | 905   | 11.   | 174      | 560      | 58.      | 3:46,6 | 1060  | 25.   | 13:01,8 | 1222  | 5.    | 4817        | 21.      |
| Stanisław Skwira                                   | Egyéni      | 3:13,7   | 785      | 56.      | 30–28    | 791   | 24.   | 187      | 846      | 31.      | 3:34,3 | 1160  | 7.    | 14:47,9 | 904   | 55.   | 4486        | 40.      |
| Ryszard Wach                                       | Egyéni      | 2:09,9   | 1100     | 5.       | 26–32    | 715   | 37.   | 192      | 956      | 11.      | 3:44,5 | 1076  | 22.   | 13:33,2 | 1126  | 18.   | 4973        | 13.      |
| Janusz Pyciak-Peciak Stanisław Skwira Ryszard Wach | Csapat      |          | 2955     | 11.      |          | 2420  | 8.    |          | 2362     | 13.      |        | 3296  | 4.    |         | 3252  | 10.   | 14285       | 8.       |

## Röplabda

### Férfi
| Lengyel férfi röplabdacsapat-játékoskeret                                                                            | Lengyel férfi röplabdacsapat-játékoskeret                                                                |
| --- | --- |
| - Zdzisław Ambroziak - Bronisław Bebel - Ryszard Bosek - Wiesław Gawłowski - Stanisław Gościniak - Stanisław Iwaniak | - Marek Karbarz - Edward Skorek - Włodzimierz Stefański - Jan Such - Alojzy Świderek - Zbigniew Zarzycki |

#### Eredmények
Csoportkör
A csoport
|                     |      | Mérkőzések | Mérkőzések | Szettek | Szettek | Szettek | Pontok | Pontok | Pontok |
| Csapat              | Pont | Gy         | V          | Sz+     | Sz–     | SzA     | P+     | P–     | PA     |
| ------------------- | ---- | ---------- | ---------- | ------- | ------- | ------- | ------ | ------ | ------ |
| Szovjetunió (URS)   | 10   | 5          | 0          | 15      | 3       | 5,000   | 257    | 196    | 1,311  |
| Bulgária (BUL)      | 9    | 4          | 1          | 13      | 8       | 1,625   | 294    | 235    | 1,251  |
| Csehszlovákia (TCH) | 8    | 3          | 2          | 11      | 6       | 1,833   | 230    | 205    | 1,122  |
| Dél-Korea (KOR)     | 7    | 2          | 3          | 7       | 10      | 0,700   | 209    | 197    | 1,061  |
| Lengyelország (POL) | 6    | 1          | 4          | 8       | 12      | 0,667   | 237    | 259    | 0,915  |
| Tunézia (TUN)       | 5    | 0          | 5          | 0       | 15      | 0,000   | 90     | 225    | 0,400  |

| 1972. augusztus 27. 14:00 | Lengyelország (POL)  | 0 – 3 | Csehszlovákia (TCH) |  |
| 1972. augusztus 27. 14:00 | (13–15, 14–16, 8–15) |       |                     |  |

| 1972. augusztus 29. 10:00 | Lengyelország (POL) | 3 – 0 | Tunézia (TUN) |  |
| 1972. augusztus 29. 10:00 | (15–6, 15–11, 15–1) |       |               |  |

| 1972. augusztus 31. 14:00 | Lengyelország (POL)        | 1 – 3 | Dél-Korea (KOR) |  |
| 1972. augusztus 31. 14:00 | (7–15, 15–13, 11–15, 6–15) |       |                 |  |

| 1972. szeptember 2. 19:30 | Bulgária (BUL)                    | 3 – 2 | Lengyelország (POL) |  |
| 1972. szeptember 2. 19:30 | (14–16, 12–15, 15–7, 15–3, 15–10) |       |                     |  |

| 1972. szeptember 5. 14:00 | Lengyelország (POL)                 | 2 – 3 | Szovjetunió (URS) |  |
| 1972. szeptember 5. 14:00 | (15–11, 12–15, 12–15, 15–10, 13–15) |       |                   |  |

A 9. helyért
| 1972. szeptember 9. 10:00 | Kuba (CUB)          | 0 – 3 | Lengyelország (POL) |  |
| 1972. szeptember 9. 10:00 | (2–15, 7–15, 13–15) |       |                     |  |

| Csapat              | Helyezés |
| ------------------- | -------- |
| Lengyelország (POL) | 9.       |

## Sportlövészet
Nyílt
| Versenyző           | Versenyszám                    | Pont | Helyezés |
| ------------------- | ------------------------------ | ---- | -------- |
| Józef Zapędzki      | Gyorstüzelő pisztoly           | 595  |          |
| Zbigniew Fedyczak   | Gyorstüzelő pisztoly           | 587  | 14.      |
| Zbigniew Fedyczak   | Szabadpisztoly                 | 546  | 23.      |
| Rajmund Stachurski  | Szabadpisztoly                 | 559  | 4.       |
| Zygmunt Bogdziewicz | Futócéllövészet                | 541  | 17.      |
| Roman Kuzior        | Futócéllövészet                | 536  | 21.      |
| Eulalia Rolińska    | Sportpuska, fekvő              | 593  | 28.      |
| Andrzej Trajda      | Sportpuska, fekvő              | 597  | 9.       |
| Eugeniusz Pędzisz   | Sportpuska, összetett          | 1128 | 36.      |
| Eugeniusz Pędzisz   | Szabadpuska, összetett (300 m) | 1131 | 19.      |
| Andrzej Sieledcow   | Szabadpuska, összetett (300 m) | 1135 | 16.      |
| Andrzej Sieledcow   | Sportpuska, összetett          | 1151 | 6.       |
| Adam Smelczyński    | Trap                           | 190  | 11.      |
| Grzegorz Strouhal   | Trap                           | 179  | 35.      |
| Wiesław Gawlikowski | Skeet                          | 185  | 39.      |
| Artur Rogowski      | Skeet                          | 190  | 20.      |

## Súlyemelés
| Versenyző            | Versenyszám | Nyomás   | Nyomás   | Szakítás | Szakítás | Lökés                    | Lökés                    | Összesen | Helyezés |
| Versenyző            | Versenyszám | Eredmény | Helyezés | Eredmény | Helyezés | Eredmény                 | Helyezés                 | Összesen | Helyezés |
| -------------------- | ----------- | -------- | -------- | -------- | -------- | ------------------------ | ------------------------ | -------- | -------- |
| Waldemar Korcz       | 52 kg       | 102,5    | 5.       | 92,5     | 9.       | érvényes kísérlet nélkül | érvényes kísérlet nélkül | kiesett  | kiesett  |
| Zygmunt Smalcerz     | 52 kg       | 112,5    | 1.       | 100,0    | 2.       | 125,0                    | 3.                       | 337,5    |          |
| Grzegorz Cziura      | 56 kg       | 120,0    | 4.       | 102,5    | 7.       | érvényes kísérlet nélkül | érvényes kísérlet nélkül | kiesett  | kiesett  |
| Henryk Trębicki      | 56 kg       | 122,5    | 3.       | 107,5    | 3.       | 135,0                    | 7.                       | 365,0    | 4.       |
| Mieczysław Nowak     | 60 kg       | 120,0    | 9.       | 110,0    | 8.       | 145,0                    | 6.                       | 375,0    | 7.       |
| Jan Wojnowski        | 60 kg       | 120,0    | 7.       | 120,0    | 1.       | érvényes kísérlet nélkül | érvényes kísérlet nélkül | kiesett  | kiesett  |
| Waldemar Baszanowski | 67,5 kg     | 142,5    | 6.       | 130,0    | 2.       | 162,5                    | 7.                       | 435,0    | 4.       |
| Zbigniew Kaczmarek   | 67,5 kg     | 145,0    | 4.       | 125,0    | 7.       | 167,5                    | 3.                       | 437,5    |          |
| Norbert Ozimek       | 82,5 kg     | 165,0    | 4.       | 145,0    | 4.       | 187,5                    | 2.                       | 497,5    |          |

## Torna
Férfi
| Versenyző                                                                                     | Versenyszám      | Selejtező | Selejtező | Döntő        | Döntő        |
| Versenyző                                                                                     | Versenyszám      | Pontszám  | Helyezés  | Pontszám     | Helyezés     |
| --------------------------------------------------------------------------------------------- | ---------------- | --------- | --------- | ------------ | ------------ |
| Jerzy Kruża                                                                                   | Talaj            | 17,75     | 48.       | kiesett      | kiesett      |
| Jerzy Kruża                                                                                   | Ugrás            | 18,00     | 54.       | kiesett      | kiesett      |
| Jerzy Kruża                                                                                   | Korlát           | 17,65     | 72.       | kiesett      | kiesett      |
| Jerzy Kruża                                                                                   | Nyújtó           | 17,80     | 49.       | kiesett      | kiesett      |
| Jerzy Kruża                                                                                   | Gyűrű            | 17,55     | 55.       | kiesett      | kiesett      |
| Jerzy Kruża                                                                                   | Lólengés         | 17,60     | 52.       | kiesett      | kiesett      |
| Jerzy Kruża                                                                                   | Egyéni összetett | 106,35    | 50.*      | kiesett      | kiesett      |
| Mikołaj Kubica                                                                                | Talaj            | 18,20     | 31.       | kiesett      | kiesett      |
| Mikołaj Kubica                                                                                | Ugrás            | 18,75     | 6.        | kiesett      | kiesett      |
| Mikołaj Kubica                                                                                | Korlát           | 18,85     | 11.       | kiesett      | kiesett      |
| Mikołaj Kubica                                                                                | Nyújtó           | 18,40     | 26.       | kiesett      | kiesett      |
| Mikołaj Kubica                                                                                | Gyűrű            | 18,50     | 20.       | kiesett      | kiesett      |
| Mikołaj Kubica                                                                                | Lólengés         | 18,55     | 11.       | kiesett      | kiesett      |
| Mikołaj Kubica                                                                                | Egyéni összetett | 111,25    | 13.       | visszalépett | visszalépett |
| Sylwester Kubica                                                                              | Talaj            | 19,00     | 7.        | kiesett      | kiesett      |
| Sylwester Kubica                                                                              | Ugrás            | 18,40     | 23.       | kiesett      | kiesett      |
| Sylwester Kubica                                                                              | Korlát           | 18,50     | 24.       | kiesett      | kiesett      |
| Sylwester Kubica                                                                              | Nyújtó           | 17,75     | 50.       | kiesett      | kiesett      |
| Sylwester Kubica                                                                              | Gyűrű            | 18,80     | 12.       | kiesett      | kiesett      |
| Sylwester Kubica                                                                              | Lólengés         | 18,30     | 17.       | kiesett      | kiesett      |
| Sylwester Kubica                                                                              | Egyéni összetett | 110,75    | 17.*      | 110,325      | 22.          |
| Wilhelm Kubica                                                                                | Talaj            | 18,35     | 25.       | kiesett      | kiesett      |
| Wilhelm Kubica                                                                                | Ugrás            | 18,50     | 16.       | kiesett      | kiesett      |
| Wilhelm Kubica                                                                                | Korlát           | 18,40     | 29.       | kiesett      | kiesett      |
| Wilhelm Kubica                                                                                | Nyújtó           | 17,85     | 48.       | kiesett      | kiesett      |
| Wilhelm Kubica                                                                                | Gyűrű            | 18,10     | 33.       | kiesett      | kiesett      |
| Wilhelm Kubica                                                                                | Lólengés         | 18,70     | 6.        | 18,750       | 6.           |
| Wilhelm Kubica                                                                                | Egyéni összetett | 109,90    | 23.       | 110,550      | 20.*         |
| Mieczysław Strzałka                                                                           | Talaj            | 17,65     | 53.       | kiesett      | kiesett      |
| Mieczysław Strzałka                                                                           | Ugrás            | 18,30     | 30.       | kiesett      | kiesett      |
| Mieczysław Strzałka                                                                           | Korlát           | 16,65     | 102.      | kiesett      | kiesett      |
| Mieczysław Strzałka                                                                           | Nyújtó           | 17,90     | 45.       | kiesett      | kiesett      |
| Mieczysław Strzałka                                                                           | Gyűrű            | 17,90     | 42.       | kiesett      | kiesett      |
| Mieczysław Strzałka                                                                           | Lólengés         | 18,05     | 28.       | kiesett      | kiesett      |
| Mieczysław Strzałka                                                                           | Egyéni összetett | 106,45    | 48.*      | kiesett      | kiesett      |
| Andrzej Szajna                                                                                | Talaj            | 18,85     | 9.        | kiesett      | kiesett      |
| Andrzej Szajna                                                                                | Ugrás            | 18,20     | 41.       | kiesett      | kiesett      |
| Andrzej Szajna                                                                                | Korlát           | 18,60     | 17.       | kiesett      | kiesett      |
| Andrzej Szajna                                                                                | Nyújtó           | 18,75     | 15.       | kiesett      | kiesett      |
| Andrzej Szajna                                                                                | Gyűrű            | 18,85     | 10.       | kiesett      | kiesett      |
| Andrzej Szajna                                                                                | Lólengés         | 17,90     | 34.       | kiesett      | kiesett      |
| Andrzej Szajna                                                                                | Egyéni összetett | 111,15    | 15.       | 110,975      | 15.          |
| Jerzy Kruża Mikołaj Kubica Sylwester Kubica Wilhelm Kubica Mieczysław Strzałka Andrzej Szajna | Csapat összetett |           |           | 551,10       | 4.           |

Női
| Versenyző | Versenyszám      | Selejtező | Selejtező | Döntő    | Döntő    |
| Versenyző | Versenyszám      | Pontszám  | Helyezés  | Pontszám | Helyezés |
| --- | ---------------- | --------- | --------- | -------- | -------- |
| Małgorzata Barlak-Kamasińska | Talaj            | 17,85     | 47.       | kiesett  | kiesett  |
| Małgorzata Barlak-Kamasińska | Ugrás            | 17,50     | 69.       | kiesett  | kiesett  |
| Małgorzata Barlak-Kamasińska | Felemás korlát   | 17,10     | 82.       | kiesett  | kiesett  |
| Małgorzata Barlak-Kamasińska | Gerenda          | 17,25     | 50.       | kiesett  | kiesett  |
| Małgorzata Barlak-Kamasińska | Egyéni összetett | 69,70     | 63.*      | kiesett  | kiesett  |
| Joanna Bartosz | Talaj            | 18,45     | 19.       | kiesett  | kiesett  |
| Joanna Bartosz | Ugrás            | 17,55     | 65.       | kiesett  | kiesett  |
| Joanna Bartosz | Felemás korlát   | 18,15     | 42.       | kiesett  | kiesett  |
| Joanna Bartosz | Gerenda          | 16,60     | 91.       | kiesett  | kiesett  |
| Joanna Bartosz | Egyéni összetett | 70,75     | 52.       | kiesett  | kiesett  |
| Danuta Fidusiewicz-Prusinowska | Talaj            | 17,65     | 62.       | kiesett  | kiesett  |
| Danuta Fidusiewicz-Prusinowska | Ugrás            | 17,30     | 84.       | kiesett  | kiesett  |
| Danuta Fidusiewicz-Prusinowska | Felemás korlát   | 16,95     | 87.       | kiesett  | kiesett  |
| Danuta Fidusiewicz-Prusinowska | Gerenda          | 17,20     | 53.       | kiesett  | kiesett  |
| Danuta Fidusiewicz-Prusinowska | Egyéni összetett | 69,10     | 72.       | kiesett  | kiesett  |
| Dorota Klencz | Talaj            | 17,50     | 74.       | kiesett  | kiesett  |
| Dorota Klencz | Ugrás            | 17,15     | 91.       | kiesett  | kiesett  |
| Dorota Klencz | Felemás korlát   | 17,25     | 77.       | kiesett  | kiesett  |
| Dorota Klencz | Gerenda          | 16,65     | 89.       | kiesett  | kiesett  |
| Dorota Klencz | Egyéni összetett | 68,55     | 80.**     | kiesett  | kiesett  |
| Danuta Lubowska | Talaj            | 17,60     | 70.       | kiesett  | kiesett  |
| Danuta Lubowska | Ugrás            | 17,70     | 56.       | kiesett  | kiesett  |
| Danuta Lubowska | Felemás korlát   | 16,75     | 91.       | kiesett  | kiesett  |
| Danuta Lubowska | Gerenda          | 16,30     | 98.       | kiesett  | kiesett  |
| Danuta Lubowska | Egyéni összetett | 68,35     | 84.*      | kiesett  | kiesett  |
| Łucja Matraszek-Chydzińska | Talaj            | 18,05     | 33.       | kiesett  | kiesett  |
| Łucja Matraszek-Chydzińska | Ugrás            | 18,00     | 37.       | kiesett  | kiesett  |
| Łucja Matraszek-Chydzińska | Felemás korlát   | 18,50     | 22.       | kiesett  | kiesett  |
| Łucja Matraszek-Chydzińska | Gerenda          | 16,60     | 91.       | kiesett  | kiesett  |
| Łucja Matraszek-Chydzińska | Egyéni összetett | 71,15     | 45.       | kiesett  | kiesett  |
| Małgorzata Barlak-Kamasińska Joanna Bartosz Danuta Fidusiewicz-Prusinowska Dorota Klencz Danuta Lubowska Łucja Matraszek-Chydzińska | Csapat összetett |           |           | 350,90   | 10.      |

* - egy másik versenyzővel azonos eredményt ért el

** - két másik versenyzővel azonos eredményt ért el

## Úszás
Férfi
| Versenyző                                                      | Versenyszám            | Előfutam | Előfutam | Előfutam | Elődöntő | Elődöntő | Elődöntő | Döntő   | Döntő    |
| Versenyző                                                      | Versenyszám            | Idő      | Hely.    | Össz.    | Idő      | Hely.    | Össz.    | Idő     | Helyezés |
| -------------------------------------------------------------- | ---------------------- | -------- | -------- | -------- | -------- | -------- | -------- | ------- | -------- |
| Zbigniew Pacelt                                                | 100 m gyors            | 55,97    | 6.       | 36.      | kiesett  | kiesett  | kiesett  | kiesett | kiesett  |
| Zbigniew Pacelt                                                | 200 m gyors            | 2:01,28  | 5.       | 33.      |          |          |          | kiesett | kiesett  |
| Zbigniew Pacelt                                                | 200 m vegyes           | 2:17,35  | 5.       | 26.      |          |          |          | kiesett | kiesett  |
| Zbigniew Pacelt                                                | 400 m vegyes           | 4:55,38  | 6.       | 25.      |          |          |          | kiesett | kiesett  |
| Władysław Wojtakajtis                                          | 400 m gyors            | 4:16,04  | 4.       | 22.      |          |          |          | kiesett | kiesett  |
| Władysław Wojtakajtis                                          | 1500 m gyors           | 17:23,47 | 4.       | 27.      |          |          |          | kiesett | kiesett  |
| Piotr Dłucik                                                   | 100 m hát              | 1:01,94  | 6.       | 25.      | kiesett  | kiesett  | kiesett  | kiesett | kiesett  |
| Cezary Śmiglak                                                 | 100 m mell             | 1:10,53  | 7.       | 33.      | kiesett  | kiesett  | kiesett  | kiesett | kiesett  |
| Cezary Śmiglak                                                 | 200 m mell             | 2:34,51  | 5.       | 30.      |          |          |          | kiesett | kiesett  |
| Andrzej Chudziński                                             | 100 m pillangó         | 1:00,22  | 4.       | 29.      | kiesett  | kiesett  | kiesett  | kiesett | kiesett  |
| Andrzej Chudziński                                             | 200 m pillangó         | 2:12,62  | 5.       | 25.      |          |          |          | kiesett | kiesett  |
| Piotr Dłucik Cezary Śmiglak Andrzej Chudziński Zbigniew Pacelt | 4 × 100 m vegyes váltó | 4:07,87  | 5.       | 15.      |          |          |          | kiesett | kiesett  |

## Vitorlázás
Nyílt
| Versenyző                                              | Versenyszám     | Futam  | Futam | Futam  | Futam | Futam  | Futam  | Futam  | Pontszám | Helyezés |
| Versenyző                                              | Versenyszám     | 1      | 2     | 3      | 4     | 5      | 6      | 7      | Pontszám | Helyezés |
| ------------------------------------------------------ | --------------- | ------ | ----- | ------ | ----- | ------ | ------ | ------ | -------- | -------- |
| Błażej Wyszkowski                                      | Finn dingi      | 31,0   | 27,0  | 33,0   | 10,0  | 26,0   | (41,0) | 32,0   | 159,0    | 24.      |
| Tomasz Holc Roman Rutkowski                            | Tempest         | 16,0   | 20,0  | (22,0) | 11,7  | 21,0   | 8,0    | 19,0   | 95,7     | 12.      |
| Zbigniew Kania Krzysztof Szymczak                      | Repülő hollandi | 13,0   | 24,0  | 19,0   | 24,0  | 28,0   | 29,0   | (36,0) | 137,0    | 21.      |
| Aleksander Bielaczyc Tadeusz Piotrowski Lech Poklewski | Sárkányhajó     | 26,0   | 27,0  | 23,0   | 3,0   | (28,0) | 27,0   |        | 106,0    | 20.      |
| Józef Błaszczyk Zygfryd Perlicki Stanisław Stefański   | Soling          | (25,0) | 20,0  | 10,0   | 15,0  | 10,0   | 20,0   |        | 75,0     | 8.       |

## Vívás
Férfi
| Versenyző                                                                              | Versenyszám       | Selejtező | Selejtező | Selejtező | Selejtező | Negyeddöntő | Negyeddöntő              | Elődöntő | Elődöntő                                 | Döntő | Döntő                               | Helyezés    |
| Versenyző                                                                              | Versenyszám       | 1. kör | 1. kör    | 2. kör | 2. kör    | Negyeddöntő | Negyeddöntő              | Elődöntő | Elődöntő                                 | Döntő | Döntő                               | Helyezés    |
| Versenyző                                                                              | Versenyszám       | Ellenfél Eredmény | Hely.     | Ellenfél Eredmény | Hely.     | Ellenfél Eredmény | Hely.                    | Ellenfél Eredmény | Hely.                                    | Ellenfél Eredmény | Hely.                               | Helyezés    |
| -------------------------------------------------------------------------------------- | ----------------- | --- | --------- | --- | --------- | --- | ------------------------ | --- | ---------------------------------------- | --- | ----------------------------------- | ----------- |
| Marek Dąbrowski                                                                        | Tőr, egyéni       | 2. csoport · Graham Paul (GBR) · 1-5 · Vlagyimir Gyenyiszov (URS) · 4-5 · Yehuda Weisenstein (ISR) · 5-3 · Stefano Simoncelli (ITA) · 5-2 · John Nonna (USA) · 5-3            | 3.        | 3. csoport · Nicola Granieri (ITA) · 5-4 · Uehara Kijosi (JPN) · 5-2 · Kamuti László (HUN) · 5-3 · Carlos Calderón (MEX) · 5-0 · Bernard Talvard (FRA) · 2-5    | 2.        | 1. csoport · Daniel Revenu (FRA) · 2-5 · Mihai Ţiu (ROU) · 4-5 · Eduardo Jhons (CUB) · 5-4 · Klaus Reichert (FRG) · 5-2 · Barry Paul (GBR) · 5-1                        | 3.                       | 1. csoport · Kamuti Jenő (HUN) · 5-3 · Nicola Granieri (ITA) · 5-3 · Daniel Revenu (FRA) · 5-4 · Szabó Sándor (HUN) · 5-4 · Witold Woyda (POL) · 4-5              | 1.                                       | Witold Woyda (POL) · 0-5 · Kamuti Jenő (HUN) · 4-5 · Christian Noël (FRA) · 2-5 · Mihai Ţiu (ROU) · 1-5 · Vlagyimir Gyenyiszov (URS) · 3-5    | 6.                                  | 6.          |
| Lech Koziejowski                                                                       | Tőr, egyéni       | 6. csoport · Szabó Sándor (HUN) · 5-2 · Barry Paul (GBR) · 5-2 · Ernest Simon (AUS) · 5-3 · Fernando Lúpiz (ARG) · 5-1 · Fawzi Merhi (LIB) · 5-1 · Robert Elliott (HKG) · 5-0 | 1.        | 2. csoport · Vlagyimir Gyenyiszov (URS) · 5-1 · Graham Paul (GBR) · 5-3 · Haukler István (ROU) · 5-1 · Jesús Gil (CUB) · 5-4 · Ernest Simon (AUS) · 5-1         | 1.        | 2. csoport · Kamuti Jenő (HUN) · 5-3 · Anatolij Kotyesev (URS) · 5-1 · Szerizava Icsiró (JPN) · 5-0 · Graham Paul (GBR) · 5-2 · Bernard Talvard (FRA) · 1-5             | 1.                       | 2. csoport · Christian Noël (FRA) · 4-5 · Vlagyimir Gyenyiszov (URS) · 0-5 · Friedrich Wessel (FRG) · 1-5 · Bernard Talvard (FRA) · 2-5 · Mihai Ţiu (ROU) · 5-4   | 6.                                       | kiesett | kiesett                             | helyezetlen |
| Witold Woyda                                                                           | Tőr, egyéni       | 5. csoport · Haukler István (ROU) · 5-4 · Greg Benko (AUS) · 5-4 · Enrique Salvat (CUB) · 5-1 · Yves Daniel Darricau (LIB) · 5-2 · Roland Losert (AUT) · 0-5                  | 1.        | 1. csoport · Daniel Revenu (FRA) · 2-5 · Barry Paul (GBR) · 5-1 · Dan Alon (ISR) · 5-0 · Omar Vergara (ARG) · 5-1 · František Koukal (TCH) · 4-5                | 2.        | 3. csoport · Vlagyimir Gyenyiszov (URS) · 5-4 · Szabó Sándor (HUN) · 5-2 · František Koukal (TCH) · 5-2 · Guillermo Saucedo (ARG) · 5-2 · Nakadzsima Hirosi (JPN) · 3-5 | 1.                       | 1. csoport · Marek Dąbrowski (POL) · 5-4 · Kamuti Jenő (HUN) · 5-2 · Nicola Granieri (ITA) · 5-4 · Daniel Revenu (FRA) · 4-5 · Szabó Sándor (HUN) · 1-5           | 3.                                       | Kamuti Jenő (HUN) · 5-3 · Christian Noël (FRA) · 5-2 · Mihai Ţiu (ROU) · 5-0 · Vlagyimir Gyenyiszov (URS) · 5-2 · Marek Dąbrowski (POL) · 5-0 | 1.                                  |             |
| Bohdan Gonsior                                                                         | Párbajtőr, egyéni | 2. csoport · Hans-Jürgen Hehn (FRG) · 2-5 · Nicola Granieri (ITA) · 4-5 · Luis Stephens (MEX) · 4-5 · Lester Wong (CAN) · 5-2 · Ali Chekr (LIB) · 5-1                         | 4.        | 6. csoport · Kulcsár Győző (HUN) · 2-5 · Karl-Heinz Müller (AUT) · 5-3 · Orvar Jönsson (SWE) · 5-1 · Luis Stephens (MEX) · 5-2 · Horst Melzig (GDR) · 4-5       | 2.        | 1. csoport · Szergej Paramonov (URS) · 2-5 · Jacques Brodin (FRA) · 4-5 · Pongrácz Antal (ROU) · 5-4 · Rudolf Trost (AUT) · 5-3 · Schmitt Pál (HUN) · 5-4               | 4.                       | kiesett | kiesett                                  | kiesett | kiesett                             | helyezetlen |
| Jerzy Janikowski                                                                       | Párbajtőr, egyéni | 8. csoport · Igor Valetov (URS) · 3-5 · Jacques Brodin (FRA) · 5-5 · Ole Mørch (NOR) · 5-4 · Robert Elliott (HKG) · 5-0 · Roberto Maldonado (PUR) · 5-4                       | 3.        | 4. csoport · Schmitt Pál (HUN) · 5-4 · Daniel Giger (SUI) · 5-4 · Stephen Netburn (USA) · 5-4 · Hans-Peter Schulze (GDR) · 5-3 · Alexandru Istrate (ROU) · 2-5  | 2.        | 4. csoport · Horst Melzig (GDR) · 2-5 · Igor Valetov (URS) · 5-5 · Robert Schiel (LUX) · 5-3 · Peter Lötscher (SUI) · 5-4 · Risto Hurme (FIN) · 5-4                     | 2.                       | 2. csoport · Pongrácz Antal (ROU) · 4-5 · Jacques Ladègaillerie (FRA) · 2-5 · Fenyvesi Csaba (HUN) · 3-5 · Igor Valetov (URS) · 5-4 · Hrihorij Krissz (URS) · 5-3 | 4.                                       | kiesett | kiesett                             | helyezetlen |
| Henryk Nielaba                                                                         | Párbajtőr, egyéni | 9. csoport · Graham Paul (GBR) · 5-4 · Panajótisz Durákosz (GRE) · 5-4 · Jean-Charles Seneca (MON) · 5-4 · James Melcher (USA) · 3-5 · Alain Anen (LUX) · 3-5                 | 3.        | 3. csoport · Hrihorij Krissz (URS) · 5-3 · Nicola Granieri (ITA) · 5-3 · Ole Mørch (NOR) · 5-4 · Roland Losert (AUT) · 5-4 · Peter Askjær-Friis (DEN) · 5-4     | 1.        | 2. csoport · Daniel Giger (SUI) · 2-5 · Jacques Ladègaillerie (FRA) · 2-5 · Fenyvesi Csaba (HUN) · 5-4 · Bernd Uhlig (GDR) · 5-4 · Nicola Granieri (ITA) · 5-4          | 4.                       | kiesett | kiesett                                  | kiesett | kiesett                             | helyezetlen |
| Janusz Majewski                                                                        | Kard, egyéni      | 8. csoport · Vlagyimir Nazlimov (URS) · 2-5 · Philippe Bena (FRA) · 5-3 · Manuel Ortíz (CUB) · 5-1 · Joánisz Hadziszarándosz (GRE) · 5-4 · Hermilo Leal (MEX) · 5-1           | 2.        | 2. csoport · Mario Aldo Montano (ITA) · 4-5 · Walter Convents (FRG) · 5-4 · Manuel Ortíz (CUB) · 5-2 · Guzman Salazar (CUB) · 5-3 · Anani Mikhaylov (BUL) · 2-5 | 2.        | 4. csoport · Michele Maffei (ITA) · 3-5 · Bernard Vallée (FRA) · 2-5 · Paul Wischeidt (FRG) · 2-5 · Pézsa Tibor (HUN) · 5-4                                             | 6.                       | kiesett | kiesett                                  | kiesett | kiesett                             | helyezetlen |
| Józef Nowara                                                                           | Kard, egyéni      | 6. csoport · Régis Bonnissent (FRA) · 4-5 · Hans Brandstätter (AUT) · 2-5 · Budaházi József (ROU) · 5-2 · Janos Mohoss (SUI) · 5-2                                            | 3.        | 6. csoport · Marót Péter (HUN) · 3-5 · Boris Stavrev (BUL) · 4-5 · Régis Bonnissent (FRA) · 5-0 · Constantin Nicolae (ROU) · 5-1 · John Deanfield (GBR) · 2-5   | 4.        | 3. csoport · Marót Péter (HUN) · 3-5 · Budaházi József (ROU) · 4-5 · Viktor Szigyak (URS) · 5-3 · Philippe Bena (FRA) · 5-4 · Alex Orban (USA) · 2-5                    | 4.                       | kiesett | kiesett                                  | kiesett | kiesett                             | helyezetlen |
| Jerzy Pawłowski                                                                        | Kard, egyéni      | 2. csoport · Mario Aldo Montano (ITA) · 1-5 · Fritz Prause (AUT) · 4-5 · Sandor Gombay (SUI) · 5-3 · Mark Rakita (URS) · 5-1 · Robert Elliott (HKG) · 5-1                     | 3.        | 3. csoport · Michele Maffei (ITA) · 5-4 · Paul Wischeidt (FRG) · 5-2 · Alex Orban (USA) · 5-3 · Richard Oldcorn (GBR) · 5-1 · Fritz Prause (AUT) · 5-1          | 1.        | 2. csoport · Kovács Tamás (HUN) · 3-5 · Manuel Ortíz (CUB) · 5-0 · Rolando Rigoli (ITA) · 5-0 · Knut Höhne (FRG) · 5-3 · Régis Bonnissent (FRA) · 1-5                   | 2.                       | 1. csoport · Vlagyimir Nazlimov (URS) · 1-5 · Marót Péter (HUN) · 4-5 · Michele Maffei (ITA) · 3-5 · Budaházi József (ROU) · 5-0 · Bernard Vallée (FRA) · 5-0     | 4.                                       | kiesett | kiesett                             | helyezetlen |
| Marek Dąbrowski Arkadiusz Godel Jerzy Kaczmarek Lech Koziejowski Witold Woyda          | Tőr, csapat       | 1. csoport · Olaszország (ITA) · 11-5 · NSZK (FRG) · 7-8 | 2.        | |           | Japán (JPN) · 9-5 | Japán (JPN) · 9-5        | Magyarország (HUN) · 8-7 | Magyarország (HUN) · 8-7                 | Szovjetunió (URS) · 9-5 | Szovjetunió (URS) · 9-5             |             |
| Bohdan Andrzejewski Kazimierz Barburski Bohdan Gonsior Jerzy Janikowski Henryk Nielaba | Párbajtőr, csapat | 4. csoport · Luxemburg (LUX) · 9-6 · Mexikó (MEX) · 11-5 · Svájc (SUI) · 6-9                                                                                                  | 2.        | erőnyerő | erőnyerő  | Magyarország (HUN) · 1-9 | Magyarország (HUN) · 1-9 | 5–6. helyért · Svédország (SWE) · 9-7 | 5–6. helyért · Svédország (SWE) · 9-7    | Az 5. helyért · Románia (ROU) · 3-9 | Az 5. helyért · Románia (ROU) · 3-9 | 6.          |
| Krzysztof Grzegorek Zygmunt Kawecki Janusz Majewski Józef Nowara Jerzy Pawłowski       | Kard, csapat      | 4. csoport · Ausztria (AUT) · 12-4 · Svájc (SUI) · 12-4 · NSZK (FRG) · 11-5                                                                                                   | 1.        | |           | Olaszország (ITA) · 2-9 | Olaszország (ITA) · 2-9  | 5–6. helyért · Franciaország (FRA) · 9-6 | 5–6. helyért · Franciaország (FRA) · 9-6 | Az 5. helyért · Kuba (CUB) · 9-5 | Az 5. helyért · Kuba (CUB) · 9-5    | 5.          |

Női
| Versenyző | Versenyszám | Selejtező | Selejtező | Negyeddöntő | Negyeddöntő | Elődöntő          | Elődöntő | Döntő             | Döntő   | Helyezés    |
| Versenyző | Versenyszám | Ellenfél Eredmény | Hely.     | Ellenfél Eredmény | Hely.       | Ellenfél Eredmény | Hely.    | Ellenfél Eredmény | Hely.   | Helyezés    |
| --- | ----------- | --- | --------- | --- | ----------- | ----------------- | -------- | ----------------- | ------- | ----------- |
| Halina Balon                                                                                                   | Tőr, egyéni | 7. csoport · Brigitte Oertel (FRG) · 4-2 · Antonella Ragno-Lonzi (ITA) · 4-3 · Fabienne Regamey (SUI) · 4-0 · Clare Henley-Halsted (GBR) · 4-3 · Ann O'Donnell (USA) · 4-1                    | 1.        | 2. csoport · Antonella Ragno-Lonzi (ITA) · 3-4 · Jelena Novikov (URS) · 3-4 · Brigitte Oertel (FRG) · 1-4 · Brigitte Gapais-Dumont (FRA) · 4-2 · Rejtő Ildikó (HUN) · 3-4     | 5.          | kiesett           | kiesett  | kiesett           | kiesett | helyezetlen |
| Elżbieta Franke-Cymerman                                                                                       | Tőr, egyéni | 6. csoport · Kerstin Palm (SWE) · 2-4 · Ruth White (USA) · 4-2 · Christine McDougall (AUS) · 4-2 · Janet Wardell-Yerburgh (GBR) · 4-2 · Özden Ezinler (TUR) · 4-0                             | 2.        | 4. csoport · Claudine le Comte (BEL) · 0-4 · Maria Consolata Collino (ITA) · 2-4 · Cathérine Rousselet-Ceretti (FRA) · 4-3 · Ruth White (USA) · 4-3 · Susan Green (GBR) · 4-3 | 4.          | kiesett           | kiesett  | kiesett           | kiesett | helyezetlen |
| Kamilla Składanowska                                                                                           | Tőr, egyéni | 4. csoport · Cathérine Rousselet-Ceretti (FRA) · 1-4 · Katarína Lokšová-Ráczová (TCH) · 1-4 · Szolnoki Mária (HUN) · 4-1 · Marion Exelby (AUS) · 4-2 · Sylvia Iannuzzi-San Martín (ARG) · 1-4 | 5.        | kiesett | kiesett     | kiesett           | kiesett  | kiesett           | kiesett | helyezetlen |
| Halina Balon Jolanta Bebel-Rzymowska Elżbieta Franke-Cymerman Krystyna Machnicka-Urbańska Kamilla Składanowska | Tőr, csapat | 2. csoport · Egyesült Államok (USA) · 8 (47)-8 (43) · NSZK (FRG) · 8 (42)-8 (48) · Olaszország (ITA) · 3-10                                                                                   | 3.        | kiesett | kiesett     | kiesett           | kiesett  | kiesett           | kiesett | helyezetlen |